# Elleanthus tricallosus
Elleanthus tricallosus är en orkidéart som beskrevs av Oakes Ames och Charles Schweinfurth. Elleanthus tricallosus ingår i släktet Elleanthus och familjen orkidéer. Inga underarter finns listade i Catalogue of Life.